# Hyloxalus nexipus
Espèce
Synonymes
- Colostethus nexipus Frost, 1986
- Colostethus citreicola Rivero, 1991

Statut de conservation UICN

 LC  : Préoccupation mineure
Hyloxalus nexipus est une espèce d'amphibiens de la famille des Dendrobatidae.

## Répartition
Cette espèce se rencontre dans la province de Morona-Santiago en Équateur et dans les régions d'Amazonas, de Loreto et de San Martin au Pérou de 500 à 1 550 m d'altitude.

## Description
Les mâles mesurent de 20,0 à 23,9 mm et les femelles de 18,8 à 23,0 mm.

## Taxinomie
Colostethus citreicola a été placée en synonymie avec Colostethus nexipus par Coloma en 1995.

## Publication originale
- Frost, 1986 : A new Colostethus (Anura: Dendrobatidae) from Ecuador. Proceedings of the Biological Society of Washington, vol. 99, no 2, p. 214-217 (texte intégral).